# Alfredo Duhalde Vásquez
Alfredo Duhalde Vásquez (Río Bueno, 30 giugno 1898 – Santiago del Cile, 10 aprile 1985) è stato un politico cileno, vicepresidente del Cile nel 1946.

## Biografia
In seguito alla morte del presidente Juan Antonio Ríos Morales fu brevemente vicepresidente del Cile dal 27 giugno al 17 ottobre 1946, con un brevissimo intervallo dal 3 al 13 agosto.
Ministro dell'Interno col presidente Juan Antonio Ríos, Duhalde assunse il 17 gennaio 1946 il governo di fatto, a causa di gravi problemi di salute del presidente. Morto Ríos il 27 giugno, Duhalde assunse la vicepresidenza per governare il Cile fino alle nuove elezioni presidenziali. Sostituito per dieci giorni da Vicente Merino Bielich, Duhalde si dimise il 17 ottobre 1946, per candidarsi alle elezioni presidenziali.